# 夏官营站
夏官营站是陇海线和兰渝线上的一座铁路车站，位于中国甘肃省兰州市榆中县夏官营镇，建于1952年，目前为四等站。现客运不办理行李包裹业务，不办理货运业务。